# Field of View
Field of View (フィールド・オブ・ビュー?, Fīrudo obu Byū) sono stati una popolare rock band giapponese attiva dal 1994 al dicembre del 2002, anno in cui il gruppo si sciolse.
Uno dei singoli più conosciuti della band nel mondo è Dan dan kokoro hikareteku, usata come sigla nella serie animata Dragon Ball GT. Un altro singolo della band è stato usato come sigla di apertura giapponese per la serie animata Yu-Gi-Oh! nel 1998.

## Storia
Il gruppo si forma il 9 febbraio quando il cantante U-ya Asaoka, il chitarrista Takashi Oda, il tastierista Jun Abe e il batterista Takuto Kohashi entrano a far parte della casa discografica Zain Records, con il nome di View. Sotto questo nome producono due singoli.
Dopo appena aver pubblicato l'EP Last Goodbye nel 1995, Jun Abe lascia il gruppo e il bassista Kenji Niitsu. Nel 1996, la neonata band organizza il suo primo concerto, Live horizon version 1. Succederanno Version 2 nel 1997 e Version 3 nel 1999. Il 25 giugno 1999, si sono esibiti nel castello di Dublino a Londra. Nel giugno 2001 dopo aver pubblicato Truth of Love, aggiungono all'inizio del proprio nome "the", che sarà visibile negli album seguenti. I The Field of View si sciolgono un mese dopo essersi esibiti ad Osaka e Tokyo nel novembre 2002. Il 1º dicembre dello stesso anno si esibiscono nel loro ultimo concerto Field of View Live Horizon - The Final: Gift of Extra Emotion. In tutta la loro carriera hanno pubblicato 22 singoli e 10 album.

## Singoli
- 15 maggio 1995 —  「君がいたから」 (Kimi ga itakara)
- 24 luglio 1995 —  「突然」 (Totsuzen)
- 13 novembre 1995 —  「Last Good-bye」
- 11 marzo 1996 —  「Dan Dan心魅かれてく」(Kokoro Hikareteku)
- 20 maggio 1996 —  「ドッキ」(Dokki)
- 18 novembre 1996 —  「Dreams」
- 23 aprile 1997 —  「この街で君と暮らしたい」(Konomachi de kimi to kurashitai)
- 20 maggio 1998 —  「渇いた叫び」'(Kawaita sakebi)
- 29 luglio 1998 —  「めぐる季節を越えて」(Meguru Kisetsu wo Koete)
- 23 settembre 1998 —  「君を照らす太陽に」
- 17 marzo 1999 —  「Crash」
- 19 maggio 1999 —  「青い傘で」?(aoi kasa de)
- 28 luglio 1999 —  「Still」
- 22 dicembre 1999 —  「冬のバラード」(fuyu no ballade)
- 23 febbraio 2000 —  「Beautiful Day」
- 11 ottobre 2000 —  「秋風のモノクローム」
- 21 febbraio 2001 —  「Truth of Love」
- 30 maggio 2001 —  「夏の記憶」
- 25 luglio 2001 —  「蜃気楼」
- 10 luglio 2002 —  「Melody」

## Album
- 10 ottobre 1995 —  「Field of View I」
- 2 ottobre 1996 —  「Field of View II」
- 8 ottobre 1997 —  「Singles Collection +4」
- 30 settembre 1998 —  「Field of View III: Now Here No Where」
- 25 agosto 1999 —  「Lovely Jubbly」
- 29 marzo 2000 —  「Capsule Monster」
- 11 ottobre 2000 —  「Field of View Best Album: Fifteen Colours」
- 9 ottobre 2002 —  「Memorial Best: Gift of Melodies」
- 20 agosto 2003 —  「Complete of Field of View at the Being Studio」
- 12 dicembre 2007 —  「BEST OF BEST 1000」